# Kantonsbibliothek Nidwalden
Die Kantonsbibliothek Nidwalden ist eine öffentliche Studien- und Bildungsbibliothek in Stans. Sie untersteht der Bildungsdirektion des Kantons Nidwalden und ist dem Amt für Kultur angegliedert. Gemäss dem Gesetz über die Förderung des kulturellen Lebens ist ihr Hauptauftrag die Bewahrung des nidwaldnerischen Kulturerbes, der Nidwaldensia. Dazu sammelt sie alle Publikationen, Druckschriften, Bild- und Tondokumente, die von Nidwaldner Autoren verfasst werden, thematisch den Kanton betreffen oder in Nidwalden verlegt werden. 

## Geschichte
Die Bibliothek ist die jüngste Kantonsbibliothek in der Schweiz. Sie wurde 1970 gegründet. Auslöser für die Gründung der Bibliothek war 1968 die Ankündigung des Nidwaldner Künstlers Hans von Matt, dass er 40.000 Franken für eine Bibliothek spenden würde, wenn der Kanton bis zum 1. Januar 1971 die Voraussetzung zum Aufbau der Bibliothek leistet. Auch spendete er seine Büchersammlung als Grundstock für die Bibliothek.

## Bestand
Die Bibliothek verleiht Unterhaltungsliteratur und Literatur aus verschiedensten Wissensgebieten aus. Daneben stellt sie auch ein breites Angebot an Sachliteratur, das durch Zeitschriften und Hörbücher ergänzt wird, zur Verfügung. Speziell sammelt und archiviert sie das Nidwaldner Schrifttum (Nidwaldensia). 
Die Schwerpunkte sind: Nidwaldensia, Belletristik sowie Sachliteratur insbesondere aus den Bereichen Geschichte, Volkskunde, Kunst, Sprach- und Literaturwissenschaften und Philosophie. 
Im Bestand der Kantonsbibliothek Nidwalden befinden sich ungefähr 110'000 Dokumente, darunter: 
- 100'000 Druckschriften
- 150 Alte und seltene Drucke
- 80 Laufende Zeitschriften
- 200 Handschriften
- 100 Inkunabeln
- 10 Nachlässe
- 350 Geographische Karten und Pläne

Die Bibliothek verwaltet auch die Bibliothek des Historischen Vereins Nidwalden sowie die Bibliothek des ehemaligen Kapuzinerklosters Stans.

## Benutzung/Katalog
Die Bibliothek steht grundsätzlich allen eingeschriebenen Benutzern offen (Einschreibegebühr CHF 5, keine Jahresgebühr). Der Katalog ist online zugänglich.
Die Bibliothek nimmt am interbibliothekarischen Leihverkehr teil.